# Cerdorhinus
Cerdorhinus és un gènere extint de sinàpsids de la família dels gorgonòpids que visqueren durant el Permià superior al sud d'Àfrica. Se n'han trobat restes fòssils a la província sud-africana del Cap Oriental. Era un animal de dieta carnívora. Fou descrit a partir d'un crani i un os dental fragmentaris. El nom genèric Cerdorhinus significa 'musell de guineu' en llatí.